# Parafia św. Mikołaja w Pszennie
Parafia św. Mikołaja – parafia znajdująca się w Pszennie, w dekanacie świdnickim wschodnim w diecezji świdnickiej. 
Erygowana w XIV w. 
Proboszczem jest ks. Przemysław Pojasek.